# Jan Frodeno
Jan Frodeno (NSZK, Köln, 1981. augusztus 18. –) német sportoló, triatlonban olimpiai bajnok.
Frodeno Dél-Afrikában nőtt fel. Sportolói pályafutását 15 éves korában úszóként kezdte. Három évvel később tehetségének köszönhetően ún. mentőúszó lett. 2000 novemberében lett triatlonista, két évvel később indult elsőként a Triatlon-Bundesligában és bekerült a német válogatottba is. 2005-ben és 2006-ban a válogatott legerősebb versenyzője volt, a tiszaújvárosi Európa-bajnokságon ezüstérmet nyert. Az olimpiára 2007-ben a hamburgi triatlon-világbajnokságon kvalifikálta magát, ahol 6. helyezettként végzett. A 2008-as pekingi olimpián ért pályafutása csúcsára, ahol aranyérmet szerzett.
Frodeno Saarbrückenben él, a Tri-Sport Saar-Hochwald egyesület versenyzője.

## Fordítás
- Ez a szócikk részben vagy egészben a Jan Frodeno című német Wikipédia-szócikk ezen változatának fordításán alapul.  Az eredeti cikk szerkesztőit annak laptörténete sorolja fel. Ez a jelzés csupán a megfogalmazás eredetét és a szerzői jogokat jelzi, nem szolgál a cikkben szereplő információk forrásmegjelöléseként.